# Кавказская туземная конная дивизия
Кавказская туземная конная дивизия, также известная как «Дикая дивизия» — кавалерийская дивизия, одно из соединений русской армии, сформированная 23 августа 1914 года. На 90 % состояла из добровольцев-мусульман — уроженцев Северного Кавказа и Закавказья, которые по законодательству Российской империи не подлежали призыву на военную службу. Многие представители российского дворянства служили в дивизии офицерами.

## Состав
В соответствии с приказом императора Николая II о создании Кавказской туземной конной дивизии от 23 августа 1914 года дивизию составляли управление и три бригады по два кавказских туземных конных полка (каждый в 4 сотни).
В состав дивизии входили следующие формирования:
- 1-я бригада состояла из Кабардинского конного полка (состоявшего из кабардинцев и балкарцев) и 2-го Дагестанского конного полка.
- 2-я бригада состояла из Татарского конного полка (состоявшего из азербайджанцев, которых тогда называли «закавказскими (бакинскими) татарами» или «тюрками») и Чеченского конного полка.
- 3-я бригада состояла из Черкесского конного полка (состоявшего из ногайцев, черкесов, абазин, абхазов и карачаевцев) и Ингушского конного полка.

Согласно утверждённым штатам, каждый конный полк состоял из 22 офицеров, 3 военных чиновников, 1 полкового муллы, 575 строевых нижних чинов (всадников) и 68 нестроевых нижних чинов.
Дивизии также были приданы Осетинская пешая бригада, 8-й Донской казачий артиллерийский дивизион и Конный подрывной отряд. Позднее, в конце 1914 года вместо 8-го Донского казачьего артиллерийского дивизиона соединению был придан 2-й Конно-горный артиллерийский дивизион.

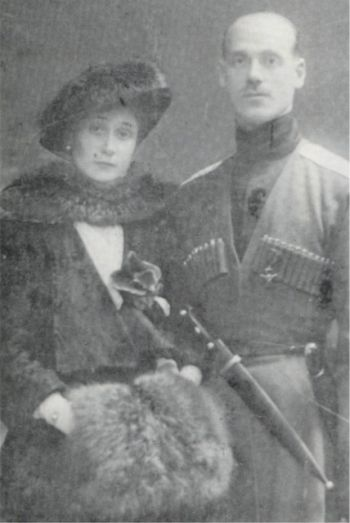
Великий князь Михаил Александрович с женой Натальей

Командиром дивизии высочайшим приказом от 23 августа был назначен младший брат царя, Свиты Его Величества генерал-майор великий князь Михаил Александрович. Начальником штаба дивизии был назначен полковник Яков Давидович Юзефович, литовский татарин мусульманского вероисповедания, служивший в Ставке Верховного Главнокомандующего.

В это время дивизией командовал брат Государя, великий князь Михаил Александрович. Его начальник штаба, полковник Юзефович, имел секретную инструкцию, в которой, между прочим, строжайше приказывалось беречь жизнь великого князя и, по возможности, не допускать его в сферу действительного огня. Михаил Александрович — человек по натуре скромный, но отнюдь не робкий, явно тяготился такой опекой. И, воспользовавшись однажды тем, что Юзефович после завтрака лег спать, велел оседлать коней и со своими адъютантами проехал к нам, на передовую позицию. После его отъезда в штабе дивизии поднялась суматоха, разбуженный Юзефович полетел вслед за великим князем и, отыскав его, стал уговаривать вернуться в штаб. Михаил Александрович, видимо смущенный, все же не обратил на это внимания и оставался некоторое время с нами.— Деникин А. И. Путь русского офицера
По приказу от 21 августа 1917 года Верховного главнокомандующего генерала от инфантерии Л. Г. Корнилова, Кавказская туземная конная дивизия была переформирована в Кавказский туземный конный корпус. С этой целью в состав корпуса были переданы 1-й Дагестанский конный полк, а также 1-й и вновь сформированный 2-й Осетинские конные полки, которые вместе со 2-м Дагестанским и Ингушским конными полками образовали 2-ю Кавказскую туземную конную дивизию.
В соответствии с упомянутым приказом от 21 августа 1917 года в составе корпуса была также образована 1-я Кавказская туземная дивизия в составе двух бригад:
1-я бригада — Кабардинский и Черкесский конные полки;
2-я бригада — Чеченский и Татарский конные полки
После формирования корпус должен был быть направлен на Кавказ в распоряжение командующего Кавказской армией. Однако 2 сентября, в связи с «делом Корнилова», приказом Временного правительства командир Кавказского туземного конного корпуса генерал-лейтенант князь Багратион и начальник 1-й Кавказской туземной конной дивизии генерал-майор князь Гагарин были освобождены от своих должностей. В тот же день приказом Временного правительства генерал П. А. Половцов был назначен командиром Кавказского туземного конного корпуса. Начальником 1-й Кавказской туземной конной дивизии был назначен генерал-майор принц Фейзулла Мирза Каджар. Начальником 2-й Кавказской туземной конной дивизии был генерал-лейтенант И. З. Хоранов. Генералу Половцову удалось добиться от Керенского, чтобы ранее принятый приказ об отправке корпуса на Кавказ был исполнен.
В конце сентября — начале октября 1917 года части и подразделения корпуса были переброшены на Кавказ. Штаб корпуса находился во Владикавказе, а штаб 1-й Кавказской туземной конной дивизии — в Пятигорске. К январю 1918 года Кавказский туземный конный корпус прекратил своё существование. Часть бывшего личного состава Дикой дивизии отправилась служить в составе ВСЮР.

## Командование дивизии
(Командующий в дореволюционной терминологии означал временно исполняющего обязанности начальника или командира. Должности начальника дивизии соответствовал чин генерал-лейтенанта, и при назначении на эту должность генерал-майоров они как правило оставались командующими до момента своего производства в генерал-лейтенанты).

### Начальники дивизии

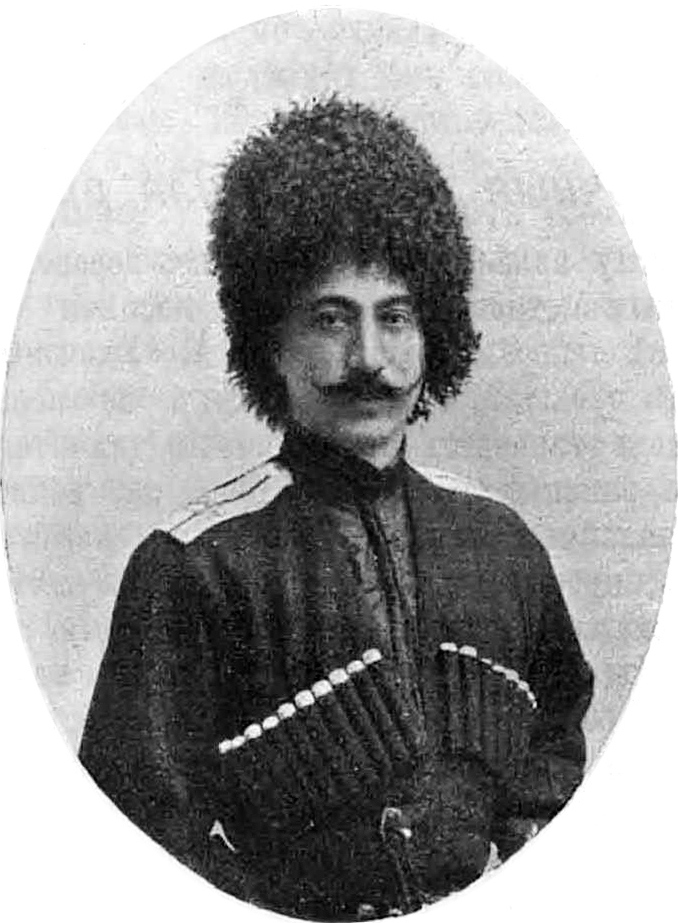
Фейзулла Мирза Каджар (1872—1920), военачальник Российской Императорской Армии и, впоследствии, Азербайджанской Демократической Республики

- 23.08.1914 — 04.02.1916 — командующий генерал-майор Свиты Е. И. В. великий князь Михаил Александрович
- 20.02.1916 — 21.08.1917 — генерал-майор (с 12.07.1916 генерал-лейтенант) князь Багратион, Дмитрий Петрович
- 28.08.1917 — 02.09.1917 — командующий генерал-майор, князь Гагарин, Александр Васильевич
- 30.09.1917 — хх.хх.хххх — командующий генерал-майор, персидский принц Фейзулла Мирза Каджар

### Начальники штаба дивизии
- 23.08.1914 — 22.02.1916 — полковник (с 10.09.1915 генерал-майор) Юзефович, Яков Давидович
- 25.02.1916 — 22.05.1917 — полковник (с 07.04.1917 генерал-майор) Половцов, Пётр Александрович
- 05.06.1917 — 25.10.1917 — полковник (с 03.10.1917 генерал-майор) Гатовский, Владимир Николаевич
- 25.11.1917 — хх.хх.хххх — и. д. подполковник Никитин, Борис Владимирович

## Участие в военных действиях
Формирование дивизии завершилось в сентябре 1914 года, в октябре она была доставлена эшелонами в Подольскую губернию. В начале ноября Кавказская туземная конная дивизия вошла в состав 2-го кавалерийского корпуса генерал-лейтенанта Гусейн Хана Нахичеванского. С конца ноября дивизия вступила в бои на Юго-Западном (австрийском) фронте, которым тогда командовал генерал от артиллерии Николай Иудович Иванов.

Дивизия вела тяжёлые бои у Полянчика, Рыбне, Верховины-Быстра. Особо тяжёлые кровопролитные бои проходили в декабре 1914 года на Сане и в январе 1915 года в районе Ломна-Лутовиска, где дивизия отражала наступление противника на Перемышль. В феврале дивизия провела ряд успешных наступательных операций: на реке Ломница, бои у деревень Бринь и Цу-Бабин, занятие города Станиславов и местечка Тлумач. В июле, августе и осенью 1915 года дивизия участвовала в ряде боёв у Шупарки, Новосёлка-Костюкова, в районе Доброполе и Гайворона, которые, по свидетельству её командира великого князя Михаила Александровича, были увенчаны 
блестящими конными делами, каковые составляют одну из лучших страниц Истории нашей конницы ...
Дивизия активно участвовала Заднестровской операции 26 апреля — 2 мая 1915 года. В мае — июне 1916 года дивизия, как и прежде, числилась в составе 2-го кавалерийского корпуса 7-й армии, но принимала участие в Брусиловском прорыве, временно находясь при 33-м армейском корпусе 9-й армии Юго-Западного фронта. Участница майской операции 9-й армии.
К декабрю 1916 года дивизия была переброшена на Румынский фронт, теперь уже в составе 7-го кавалерийского корпуса 4-й армии.
Дивизия принимала активное участие в Корниловском выступлении в августе 1917 года.
За время своей боевой деятельности Кавказская туземная конная дивизия понесла большие потери. За три года через службу в дивизии прошли в общей сложности более семи тысяч всадников — уроженцев Предкавказья и Закавказья. Полки дивизии несколько раз пополнялись прибывавшими с мест их формирования запасными сотнями. За один только 1916 год дивизия провела 16 конных атак. Боевые успехи дивизии также огромны. В мае 1916 года у Черновиц один только Кабардинский конный полк взял 1483 пленных, в том числе 23 офицера, а в общем на всю дивизию приходится количество пленных, в четыре раза превышающее её состав.

## Военный уклад и традиции боевого братства

Офицеры Кавказской туземной конной дивизии в 1917 году.

Отличительной чертой внутренней жизни Кавказской туземной конной дивизии была особая морально-психологическая атмосфера, сложившаяся в ней, которая во многом определяла отношения между её офицерами и всадниками. Так, важной особенностью всадника-горца было чувство собственного достоинства и полное отсутствие какого-либо раболепства и подхалимства. Выше всего ценились не чины и звания, а личная храбрость и верность.
Традиционный патриархально-семейный уклад накладывал отпечаток на внутреннюю жизнь кавказских полков. Почётные места в полковых офицерских собраниях занимали нередко уважаемые люди почтенного возраста из числа унтер-офицеров и даже рядовых всадников. Это было вполне естественно, поскольку многие воины состояли в родстве друг с другом.
Характерной чертой отношений в офицерской среде дивизии было взаимное уважение лиц разных вероисповеданий к верованиям и обычаям друг друга. В Кабардинском полку, в частности, адъютант подсчитывал, сколько за столом офицерского собрания находилось мусульман и сколько христиан. Если преобладали мусульмане, то все присутствующие оставались по мусульманскому обычаю в папахах, если же больше было христиан — все папахи снимали.
Офицерский корпус дивизии комплектовался в основном за счет казачьих командиров, но в число офицеров охотно переводились из других частей представители той народности, которая составляла основную массу каждого полка. Вновь принятые добровольцы давали торжественное обещание служить на протяжении всей войны. За недостойное поведение доброволец мог быть уволен со службы. В этом случае он лишался погон перед строем, о его провинности сообщалось в родной аул, с него взыскивалось пособие, отбиралось холодное оружие и обмундирование. Уволенный таким образом навсегда лишался права занимать какие-либо выборные должности. В боевой обстановке дивизия показала себя крепкой, отличалась высокой дисциплиной и не имела до Февральской революции ни одного случая дезертирства.

Из северокавказских горцев, не привлекавшихся к воинской повинности (чеченцы, ингуши, черкесы, дагестанцы), была сформирована на добровольческих началах Кавказская Туземная дивизия, известная больше под названием «Дикая». Храбрость её всадников совмещалась с их первобытными нравами и с крайне растяжимым понятием о «военной добыче», что тяжело отзывалось на жителях районов, занятых полками дивизии.— Деникин А. И. Путь русского офицера
На наградах, которые вручались подданным нехристианского вероисповедания, изображения христианских святых (Святого Георгия, Святого Владимира, Святой Анны и т. д.) были заменены государственным гербом Российской империи — двуглавым орлом. Однако горцы вскоре попросили вернуть им на награды Георгия («джигита», поскольку в среде горцев стало бытовать мнение, что их награждают «курицей» — так они называли двуглавого орла), и правительство пошло им навстречу. Святой Георгий вернулся на награды.
В полках дивизии были сильны горские обычаи — уважение к старшим, гостеприимство и другие обычаи. Это накладывало свой отпечаток на быт и службу в дивизии. Гостей в частях дивизии встречали так, как у себя дома, на Кавказе. Молодой офицер выказывал уважение своим всадникам старшего возраста, особенно на привале, во время отдыха, вразрез с уставом, но согласно горским обычаям. Однако горцы чтили и другие обычаи. Например, ротмистр Кибиров, в своё время занимавшийся поимкой абрека Зелимхана, убитого в 1913 году, тщательно избегал попадаться на глаза всадникам Чеченского полка, опасался кровной мести, так как в полку служили родственники знаменитого абрека.

## Память
В 1920 году в Риге была издана книга Н. Н. Брешко-Брешковского «Дикая дивизия». Книга неоднократно переиздавалась.
В одном из эпизодов фильма Сергея Эйзенштейна «Октябрь» (1927 год) большевики агитируют бойцов «Дикой дивизии» не участвовать в Корниловском мятеже.
В кинофильме «Лавина с гор» главный герой Анзор — бывший боец Кабардинского полка «Дикой дивизии». По сюжету он, вернувшись домой, встречается с С. М. Кировым, который, говоря о Корниловском мятеже, упоминает: «…Да и дивизия ваша оказалась не такая уж дикая».
В 1998 году был создан клуб болельщиков футбольного клуба «Анжи», который назвали «Дикая дивизия».
- Один из фильмов сериала НТВ «Кавказцы в войнах России» был посвящён «Дикой дивизии» (2006 год)[18].

9 июня 2012 года на территории Мемориала памяти и славы в Назрани был открыт памятник Ингушскому конному полку «Дикой дивизии», созданный скульптором Равилем Юсуповым.
В августе 2014 года, к 100-летию «Дикой дивизии», в Малгобекском районе был установлен монумент 18 уроженцам села Сагопши, воевавшим в дивизии.
В 2016 году телеканал «Россия 24» продемонстрировал документальный фильм «Дикая дивизия. Рыцари долга и чести».
В Ингушетии существует общественная организация любителей верховой езды «Дикая дивизия».
В состав открытого в Грозном в 2010 году Мемориала памяти погибших в борьбе с терроризмом входят пять камней, на которых высечены имена офицеров и всадников Чеченского конного полка Дикой дивизии.

## Галерея

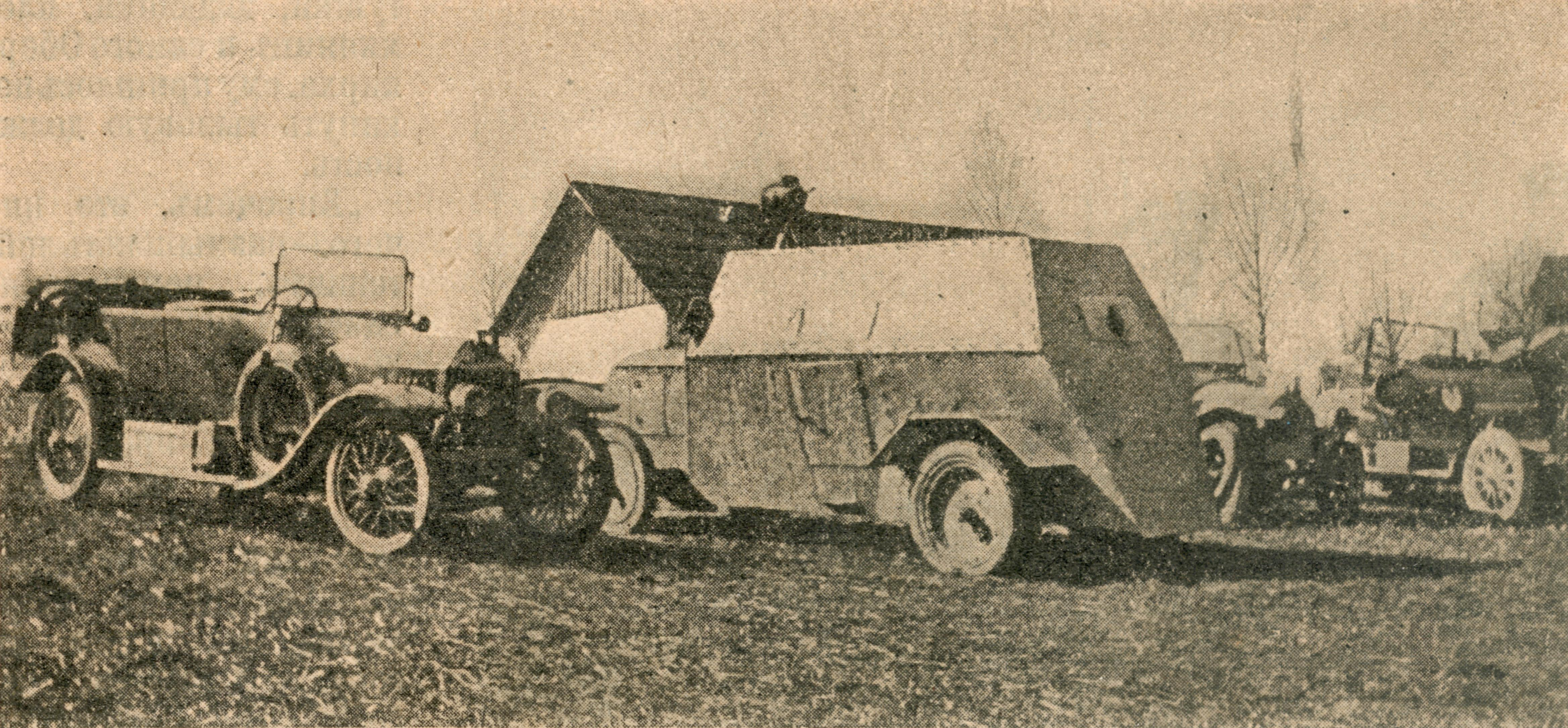
Техника Кавказской туземной дивизии. 1916 год.
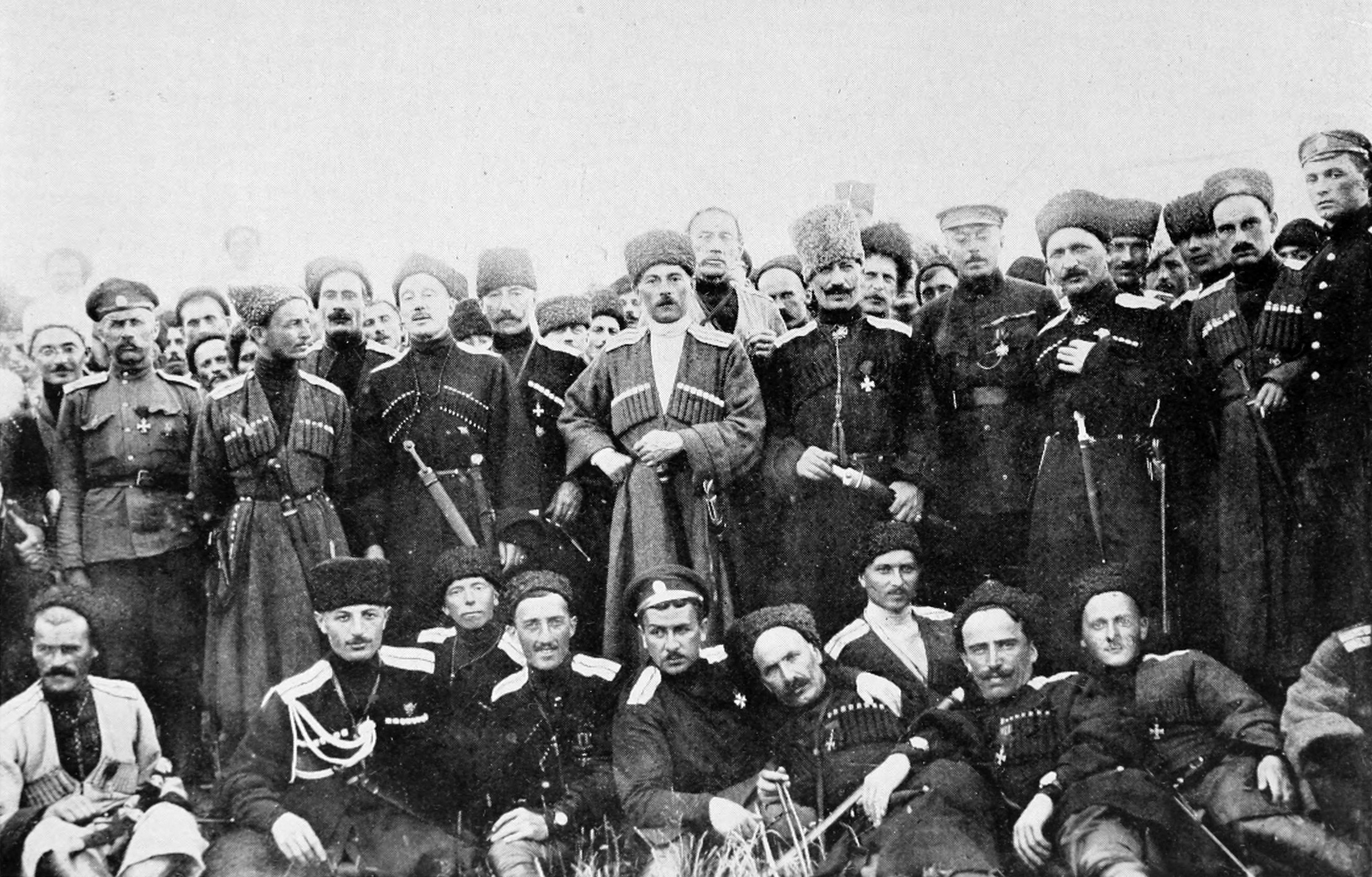
Фото офицеров дивизии, опубликованное во французской газете, 1917 год.
- Кадры из фильма Сергея Эйзенштейна «Октябрь» (1927 год).
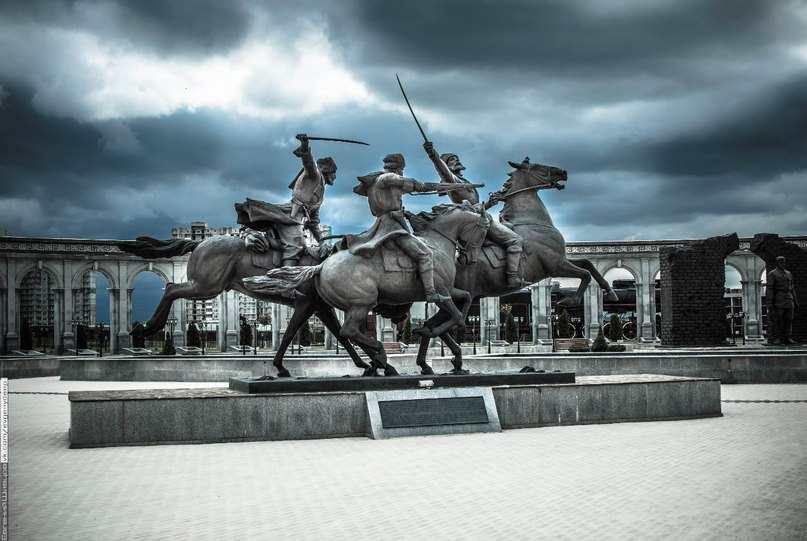
Памятник Ингушскому конному полку «Дикой Дивизии»
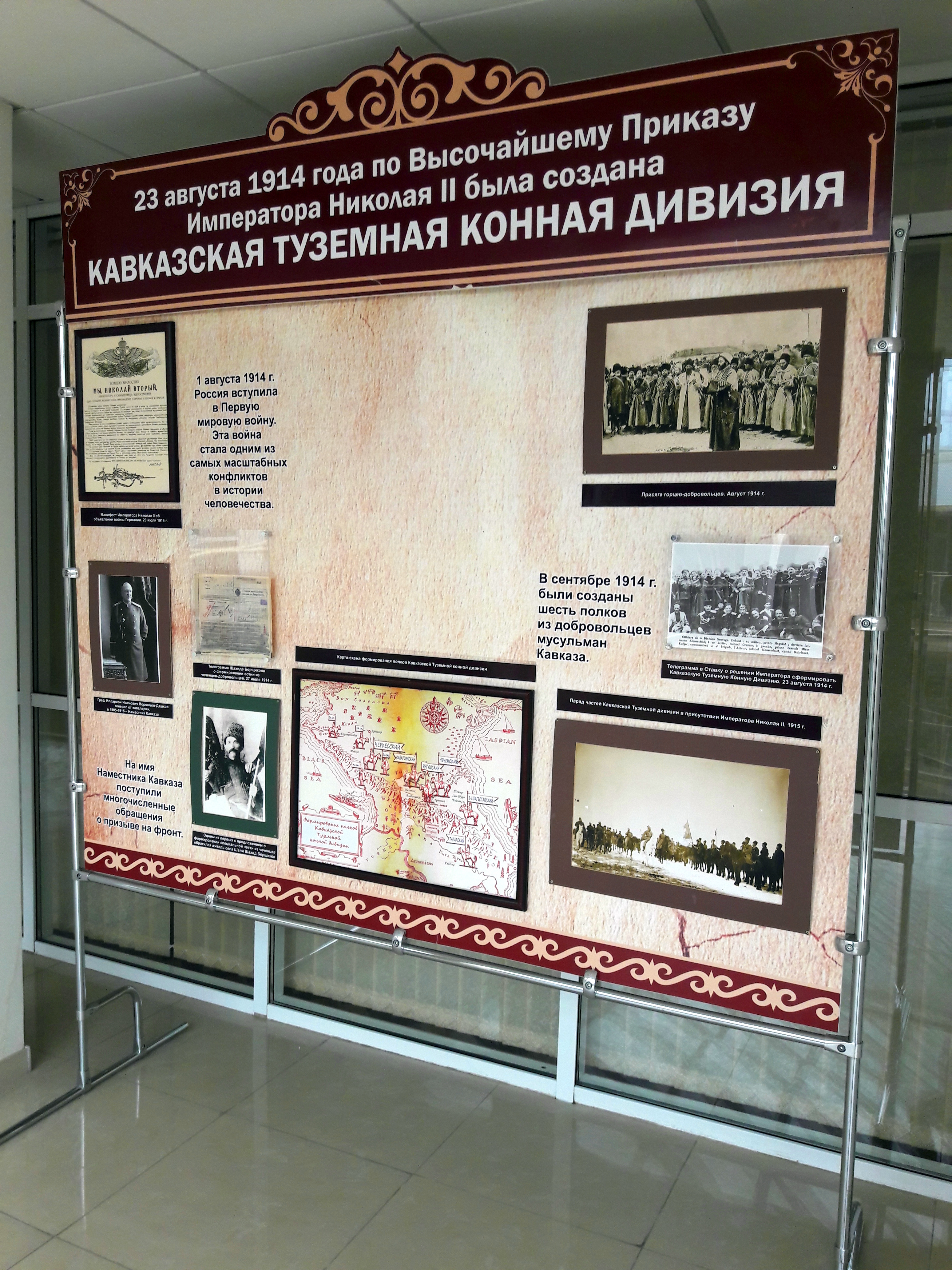
Стенд выставки в Национальной библиотеке Чечни